# Clara Nebelong
Hermine Clara Nebelong (5. januar 1881 på Gl. Kongevej 141 – 28. januar 1943 i København) var en dansk organist og skuespiller.

Hun var datter af organist Johan Henrik Nebelong (1847-1931) og Hermine Sophie Petronelle Lewy (1848-1881). Da hendes mor døde umiddelbart efter fødslen kom hun i pleje hos arkivar Ostenfeldts. Hun viste musikalske anlæg fra sine tidligste år. Som ung tog hun organisteksamen og virkede som vikar for faderen, der var organist ved Skt. Johanneskirken. Hun blev gift med skuespilleren Axel Boesen og gled derefter ind i teaterkredse og virkede adskillige år som skuespillerinde, overvejende i provinsen. Hun var en af pionererne på Nordisk Film og medvirkede i en række film i 1907. Hun begyndte som suffløse på Dagmarteatret og Casino, inden hun gennem en lang årrække blev Det kongelige Teaters operasuffløse.
Clara Nebelong var gift to gange. 18. april 1903 med skuespilleren Axel Boesen (1879-1957). Sammen fik de datteren Agnes Vilner (født 1904) og datteren Inger Boesen (16. september 1905). 1. oktober 1910 blev hun gift med skuespilleren Birger von Cotta-Schønberg (1882-1958). 
Hermine Clara Nebelong døde af kræft i halsen den 28. januar 1943 og ligger begravet på Bispebjerg Kirkegård i København.

## Filmografi

### Stumfilm
| - Røverens Brud, (1907) - Dansen paa Koldinghus, (1907) - Lodsens Datter, (1907) - Feens Rose, (1907) - Drama fra Riddertiden, (1907) - Flugten fra Seraillet, (1907) - Der var engang, (1907) - Fyrtøjet, (1907) - Æren tabt alt tabt, (1907) - Vikingeblod, (1907) - Rosen, (1907) - Feltherrens Hævn, (1907) - Pierrot og Pierette, (1907) |